# Alimur Park Mobile Home Park
Alimur Park Mobile Home Park es un área no incorporada ubicada en el condado de Santa Cruz en el estado estadounidense de California.

## Geografía
Alimur Park Mobile Home Park se encuentra ubicada en las coordenadas 36°59′12″N 121°57′42″O / 36.98667, -121.96167.